# 안양 자유공원 지석묘
자유공원 지석묘(自由公園 支石墓)는 대한민국 경기도 안양시 동안구 평촌대로 86에 있는 고인돌이다. 2018년 7월 16일 안양시의 향토문화재 제1호로 지정되었다.

## 개요
자유공원 내에 위치한 지석묘는 모두 5기로 개석을 받치는 지석이 없는 소위 남방식 고인돌이며 널의 구조는 석관식, 석곽식, 다곽식 등 다양한 양상이다. 안양이 선사시대부터 주거가 이어져 온 지역임을 알 수 있는 자료이다.

## 같이 보기
- 안양자유공원